# Unplugged (Alicia Keys)
Unplugged är ett livealbum med Alicia Keys från 2005. Albumet är Alicia Keys första album live. 

## Låtlista
1. Intro Alicia's Prayer (Acappella) (traditional) – 1:11
2. Karma (Kerry Brothers, Jr., Taneisha Smith och Alicia Keys) – 2:10
3. Heartburn (Alicia Keys, Tim Mosley, Walter Millsap III, Candice Nelson och Erika Rose) – 3:03
4. A Woman's Worth (Live) (Alicia Keys, Erika Rose, Ernest Isley, Christopher Jasper, Ronald Isley, Rudolph Isley, Marvin Isley och O'Kelly Isley Jr.) – 3:30
5. Unbreakable (Alicia Keys, Kanye West, Harold Lilly och Garry Glenn) – 4:34
6. How Come You Don't Call Me (Prince) – 5:23
7. If I Was Your Woman (Gloria Jones, Clarence McMurray och Pam Sawyer) – 4:04
8. If I Ain't Got You (Alicia Keys) – 4:06
9. Every Little Bit Hurts (Ed Cobb) – 4:01
10. Streets Of New York (City Life) (Alicia Keys, Taneisha Smith, Eric Barrier, Nasir Jones, Chris Martin och William Griffin) – 7:35
11. Wild Horses med Adam Levine från Maroon 5 (Mick Jagger och Keith Richards) – 6:04
12. Diary (Alicia Keys och Kerry Brothers Jr.) – 5:53
13. You Don't Know My Name (Alicia Keys, Kanye West, Harold Lilly, J. R. Bailey, Mel Kent och Ken Williams) – 3:35
14. Stolen Moments (Alicia Keys, Kerry Brothers Jr., Lamont Green och Wah-Wah Watson) – 5:14
15. Fallin' (Alicia Keys) – 5:10
16. Love It Or Leave It Alone featuring Mos Def och Common/Welcome To Jamrock med Damian Marley, Mos Def, Common och friends) Love It Or Leave It Alone (Lorenzo DeChalus, Derek Murphy, Charles Davis, Kirk Khaleel och Joseph Williams) / Welcome To Jamrock (Damian Marley, Stephen Marley och Ini Kamoze) – 6:46

- Goodbye (Alicia Keys) (Endast på bonus dvd)
- Butterflyz (Alicia Keys) (Endast på bonus dvd)

## Singlar
- Unbreakable (Släpptes 13 september 2005)
- Every Little Bit Hurts (Släpptes januari 2006)